# 디 어사일럼
디 어사일럼(The Asylum)은 미국의 비디오 영화 제작 및 배급사이다. 1997년에 설립되었다.